# Kneahînivka
Kneahînivka (în ucraineană Княгинівка) este o așezare de tip urban din orașul regional Krasnîi Luci, regiunea Luhansk, Ucraina. În afara localității principale, nu cuprinde și alte sate.

## Demografie
Componența lingvistică a așezării de tip urban Kneahînivka
     Rusă (74,71%)
     Ucraineană (25,14%)
     Alte limbi (0,16%)
Conform recensământului din 2001, majoritatea populației așezării de tip urban Kneahînivka era vorbitoare de rusă (74,71%), existând în minoritate și vorbitori de ucraineană (25,14%).